# Plagiognathus stitti
Plagiognathus stitti är en insektsart som beskrevs av Knight 1964. Plagiognathus stitti ingår i släktet Plagiognathus och familjen ängsskinnbaggar. Inga underarter finns listade i Catalogue of Life.